# Entodesma delicatum
Entodesma delicatum is een tweekleppigensoort uit de familie van de Lyonsiidae. De wetenschappelijke naam van de soort is voor het eerst geldig gepubliceerd in 1973 door Marincovich.